# Potentilla hirta
Espèce
La potentille velue ou potentille hérissée (Potentilla hirta) est une espèce de plantes à fleurs de la famille des rosacées.

## Description
C'est un plante herbacée vivace.
Toute la plante est très velue : elle est hérissée de longs poils blancs. La tige est souvent rougeâtre. Les feuilles composées présentent des folioles étroites, en coin à la base et dentées (3 à 7 dents) seulement dans la moitié supérieure (ce qui la distingue de la potentille droite (Potentilla recta), espèce voisine, dont les folioles sont dentées jusqu'à la base). Les grandes fleurs jaunes (20 à 30 mm de diamètre) sont groupées en corymbe au sommet de la tige.

## Habitat
En France : pelouses sèches, rocailles ou bois clairs de la région méditerranéenne et du Dauphiné.

## Consommateurs
Les chenilles des papillons diurnes Hespérie de l'aigremoine (Pyrgus malvoides) et Hespérie de l'alchémille 
(Pyrgus serratulae) peuvent se nourrir de la potentille velue. 